# 繰り世界のエトランジェ
『繰り世界のエトランジェ』（あやつりせかいのエトランジェ）は、赤月黎による日本のライトノベル。イラストは1巻は甘福あまね、2巻以降が武藤此史がそれぞれ担当している。第11回スニーカー大賞奨励賞受賞作。角川スニーカー文庫（角川書店）より2007年7月から2009年8月まで刊行された。

## ストーリー
人を“操り人形”のようにコントロールできる能力“操糸術”を持つ高校生・睦月透真。彼は失踪した母より受け継いだその異能を駆使し、母の行方を調査していくこととなる。

## 登場人物

### 主要人物
睦月透真（むつき とうま）
本作の主人公。糸遣い。本名は統堂透真。統堂、闇宮双方の血を継いでいるので糸を操るだけでなく、切ることも出来る（統堂 真司に葬糸術と命名された）。
闇宮冥（やみみや めい）
常に黒のメイド服を着る透真のための人形として育てられた少女。透真より1ヶ月若い。
実は陸の娘で、透真とは腹違いの兄妹になる。礫からは、「二等」と呼ばれる。
カタナ
“神の手”が生み出した「作品集No.14『刀姫』」。
本名は恢谷凪薙（かいたになぎな）。日本人の母とドイツ人の父をもつハーフ。実は、神の手（ゴッドハンド）と宿姫（やどりひめ）の子ども。

### 統堂家
睦月操（むつき みさお）/女神
透真の母。統堂 弦を殺した際、歴代統堂家当主の極限全てを与えられ、極限に人格を乗っ取られる。現在は「女神」を名乗り、世界を極限遣いで満たすために行動している。
闇宮陸（やみみや りく）
透真の父。最強の闇宮で闇宮の秘技「凶戦士」を使いこなす。
統堂弦（とうどう げん）
統堂家前当主。操の父で、透真の実祖父。
統堂真司（とうどう しんじ）
操の弟で、透真の叔父。冥にメイド服を着せたり、ツンデレを教えたりとオタク疑惑が浮上中。透真に負けたことで、暗に自分を殺させる。闇宮を人形として扱っていたがそれは透真への挑発であり、実は彼も操と同じく闇宮を人形として扱うことを嫌っていた。
闇宮礫（やみみや れき）
闇宮の戦技教官で、陸をのぞけば最強の闇宮。20代前半の女性。常に操の作ってくれた黒い軍服を着用しており、その下はタンクトップにスパッツ。冥からは「軍曹さん」と呼ばれる。
実は闇宮陸の妹で透真の叔母にあたり、本姓は睦月。
闇宮暗（やみみや あん）
統堂 真司の人形。
闇宮黒（やみみや こく）
暗の弟。

### 異能力者
神の手（ゴッドハンド）　本名　櫂谷エドーワード
カタナをはじめとする“作品集”の生みの親。カタナの父親。
玖珂
蟲遣い。甲虫の様な小型の蟲を使って浮浪者を捕まえ、自身の最高傑作である巨大な甲虫ゲルミルの餌にしていた。
山田太郎（やまだ たろう）
偽装の極限使い。
組織【山田太郎】のコードネーム山田太郎の一人・本名山田太郎。
雷斗（らいと）
仮面を被った謎の男。自称・正義の味方。山田太郎に捕らえられていた透真を助け出す。その正体は透真の父・闇宮陸。
我夢
血液の極限遣い。
一滴の血が本体であり、生物の死骸に入り込む事でゾンビとして操る事が出来る。ただし腐敗は進む為、一つの体に永住する事は出来ない。

### アンソロジー（作品集）
神の手（ゴッドハンド）によって異能を植えつけられた人間たち。
No.1からNo.29までは全て女性である。
作品集no.1 硝子姫（がらすひめ）
身体が硝子で出来ており、硝子を操る。彼女の作り出す「無垢の硝子」は極限の暴走を抑制する。宿姫に子宮を提供した。
作品集no.2 鎧姫（よろいひめ）
全身から絶対防御の鎧を出現させる。鎧で破けない様にダブダブのジャージを着ている。
最後は能力が暴走し巨大な鎧武者の様な姿となるが、刀姫の百八本目の刀によってただの人間になって眠りについた。
作品集no.10 翼姫（つばさひめ）
背中から飛行機の様な翼を持つ。
作品集no.13 鋏姫（はさみひめ）
作品集no.14 刀姫（かたなひめ）
全身に百八本の名刀を収める美しき戦姫。自身の躰すら傷つける諸刃の刃で敵対する者を切り捨てる。
作品集no.15 毒姫（どくひめ）
作品集no.28 宿姫（やどりひめ）
作品集no.30 爆鬼（バキ）
本名時雨。触れた物を爆発させる右手を持つ。常に発動している為右手でモノを持つ事が出来ない。「七織」の実験体で外の事を知らず育ったが偶然外を知ってしまう。体は継ぎ接ぎでそれが普通だと思っていたが摩耶に出会い外があることを知る。女神に極限を弄られ暴走し爆発させる尻尾を持つ巨大なトカゲの様な姿になるが、透真によって力糸を切られる。最期に摩耶と話し眠りにつく。
作品集no.31 喰鬼（クウキ）
摩耶、「七織」の実験体の為の薬品の実験体で時雨とで合った直後に薬品投与により脳が破壊される。破壊される前は、歌が上手だった。名前の無かった時雨に時雨と名前を与える。最期は、時雨と共に眠りにつく。
作品集no.32 城鬼（ジョウキ）
その姿は足の生えた巨大な城そのものであり、女神たちの拠点でもある。
作品集no.33 電鬼（デンキ）
電気を操る事が出来、城鬼が動くための電力も彼女が賄っている。
作品集no.34 幻鬼（ゲンキ）
作品集no.35 影鬼（エイキ）
一つの影から繋がる別の影へと移動する事が出来る。人間の影に取りついた場合はその人間と同じ姿形になる。
作品集no.36 眼鬼（ガンキ）
胸に巨大な一つ眼を持つ少女。相手の考えを読む事が出来ると言うさとりの様な能力を持つ。
作品集no.37 輪鬼（リンキ）
外見は巨大な二輪車。戦闘時は人型に変形する。
作品集no.38 炎鬼（エンキ）
蒼蓮。無垢の硝子以外のありとあらゆるものを燃やす事が出来る「蒼炎」を操るが、女神の制約により鬼しか燃やす事が出来ない。
作品集no.39 爪鬼（ソウキ）
茜音。全身から鋭い爪を伸ばす事ができ、更に打ち出す事も出来る。伸ばした爪はワイヤーの様な物で繋がっており、それを利用して移動できる。

### その他
望月恭子（もちづき きょうこ）
恢谷凪薙の幼馴染で親友。作品集no.13鋏姫
恢谷紀伊子（かいたに  きいこ）
恢谷凪薙の母親。病弱。作品集no.28宿姫
若木紫杏（わかぎ  しあん）
恢谷凪薙の父親の病院に勤める看護師。凪薙の家に居候中。作品集no.15毒姫
葦原淳子（あしはら  じゅんこ）
睦月透真の通う学校のクラスメイト。パイナップル頭。実は、闇宮刹と統堂弦との子ども。しかし、透真の様に葬糸術が使えず闇宮の戦闘能力と統堂の力が使える。正体は、「女神」であったが本人の力の方が強かった為に逆に「女神」を操に与える。睦月透真との子ども絆を産む。

## 評価
第11回スニーカー大賞にて奨励賞を受賞した（受賞時のタイトルは「マリオネットラプソディー」）。同賞で審査員を務めた沖方丁、安井健太郎、杉崎ゆきるは本作について以下のように評している。

## 既刊一覧
- 赤月黎（著）・甘福あまね（1巻イラスト）・武藤此史（2巻以降イラスト）、角川書店〈角川スニーカー文庫〉、全7巻
  - 『繰り世界のエトランジェ 第一幕 糸仕掛けのプロット』、2007年7月31日発売[2]、ISBN 978-4-04-473101-4
  - 『繰り世界のエトランジェ 第二幕 偽りのガジェット』、2008年1月31日発売[3]、ISBN 978-4-04-473102-1
  - 『繰り世界のエトランジェ 第三幕 女神のエディット』、2008年5月31日発売[4]、ISBN 978-4-04-473103-8
  - 『繰り世界のエトランジェ 第四幕 青のラメント』、2008年11月29日発売[5]、ISBN 978-4-04-473104-5
  - 『繰り世界のエトランジェ リアクト』、2009年1月31日発売[6]、ISBN 978-4-04-473105-2
  - 『繰り世界のエトランジェ 第五幕 永遠のリザルト』、2009年5月30日発売[7]、ISBN 978-4-04-473106-9
  - 『繰り世界のエトランジェ 第六幕 終演のマリオネット』、2009年8月29日発売[8]、ISBN 978-4-04-473107-6